# Ратер от Верона
Ратер от Верона (на немски: Rather von Verona, на латински: Ratherius; на италиански: Raterio, на френски: Rathier; * ок. 887 при Лиеж; † 25 април 974, Намюр) е учител, абат на Лобес (953 – 955), три пъти епископ на Верона (931 – 934; 946 – 948; 961 – 968) и епископ на Лиеж (953 – 955).

## Живот
Ратер е от благороднически произход и става монах в Лобес при абат Хилдуин (ит. Ilduino). Той го последва през 926 г. в двора на Хуго I от Италия. През 931 г. папа Йоан XI го прави абат и епископ на Верона. Заради позитивното му отношения към Арнулф I Лошия кралят го изгонва през 934 г. в Павия и след това от 936 до 939 г. го заточава в Комо.
След освобождението му Ратер временно става пътуващ учител в Прованс и през 944 г. се връща в своя манастир в Хенегау.
През 952 г. Ратер е извикан от Ото I в двора му, за да стане учител на по-малкия му брат Брун (* 925). Брун става през 953 г. архиепископ на Кьолн, Ратер е награден през септември същата година с епископство Лиеж. Там той има съпротива от графа на Хенегау Регинар III и други благородници и напуска през март 955 г. Той отива в двора на архиепископ Вилхелм от Майнц, един от синовете на Ото. Става абат на Бенедиктинския манастир Аулне.
Към декември 961 г. император Ото го поставя за втори път като епископ на Верона. През есента на 968 г. той е изгонен оттам. Ратер се връща в родината си като абат на Лобес през 970/971 г. След това живее в абатство Аулнер.
Ратер е автор на автобиографичен рефлекс-лексикон. Занимава се също с филология и калиграфия, витен на Светии, проповеди, писма, документи и т.н.

## Най-важните ръкописи
- Praeloquia (за учението за морала)
- Phrenesis
- Conclusio deliberativa
- Excerptum ex dialogo confessionali
- Qualitatis coniectura
- Vita S. Ursmari

## Издания
- Fritz Weigle, Die Briefe des Bischofs Rather von Verona, Weimar 1949 (MGH)